# Часовня Богоматери на Бастионе
Часовня Богоматери на Бастионе (порт. Capela de Nossa Senhora do Baluarte, Moçambique) — римско-католическая часовня, расположенная на севере острова Мозамбик, в одноимённом городе; небольшой храм с куполообразной крышей был построен в 1522 году — считается старейшим колониальным сооружением на побережье Индийского океана и единственным сохранившимся сооружением в стиле мануэлино в государстве Мозамбик. В 1996 году часовня на территории форта Fort São Sebastião была восстановлен на средства Португальской национальной комиссии по охране труда.

## История
Часовня Богоматери на Бастионе была построена в 1522 году испано-португальскими мореплавателями под руководством Педро де Кастроса, которые остановились здесь во время своего путешествия в Индию. Те же мореплаватели возглавили первое нападение на поселение суахили на архипелаге Киримбас (Quirimbas) — но не добились успеха. Небольшая часовня была построена в стиле мануэлино с купольной крышей; несовершенство конструкции, вероятно, было связано с неопытностью строителей. При строительстве использовались блоки и декоративные элементы, которые были привезены из Королевства Португалия и изначально предназначались для поселения в Индии.
Ранее на месте часовни располагался артиллерийский бастион, остатки которой видны и сегодня — они придают часовне необычный вид. Позднее — вероятно, в XVII веке — к часовне было пристроено крыльцо, как во многих португальских церквях в Индии. В 1996 году храм был восстановлен на средства Португальской национальной комиссии по охране труда (Comissão Nacional para os Descobrimentos).